# 兼山ダム
兼山ダム（かねやまダム）は、岐阜県加茂郡八百津町と可児市（旧・可児郡兼山町）に跨る、木曽川本川に建設されたダムである。関西電力株式会社の水力発電専用ダムで、兼山発電所（かねやまはつでんしょ、八百津町所在）へ送水して最大3万9000キロワットの電力を発電する。

## 設備構成

### ダム
兼山ダムは木曽川を横断する形で築造されたダムである。丸山ダムの下流、今渡ダムの上流に位置する。形式は越流・直線型重力式コンクリートダム。ダムの堤高（基礎岩盤からの高さ）は36.25メートル、堤頂長（頂上部長さ）は200.15メートル、堤体積（堤体の体積）は10万4800立方メートル。ダムには幅11.2メートル・高さ9.5メートルのテンターゲート（ラジアルゲート）が14門並ぶ。
ダムによって形成される調整池の総貯水量は939万2000立方メートルで、そのうち満水位標高95.5メートルから4メートル以内の有効貯水量は393万3900立方メートルとなっている（数字は2008年（平成20年）3月末時点）。また湛水面積は1.1平方キロメートルに及ぶ（同左）。

### 発電所
ダム附設の関西電力兼山発電所はダム右岸に位置する（北緯35度27分55.0秒 東経137度6分7.0秒 / 北緯35.465278度 東経137.101944度）。ダム水路式発電所であり、使用水量最大200立方メートル毎秒・有効落差23.16メートルにて最大出力3万9000キロワットで稼働している。
上部水槽を省いて導水路から直接水圧鉄管（3条設置）を繋ぎ、3台の水車発電機を稼働させて発電する。水車は縦軸カプラン水車（出力1万7000キロワット）、発電機は容量1万5500キロボルトアンペアのものを設置。発電所建屋は半地下式で建設されている。

## 歴史

### 建設史

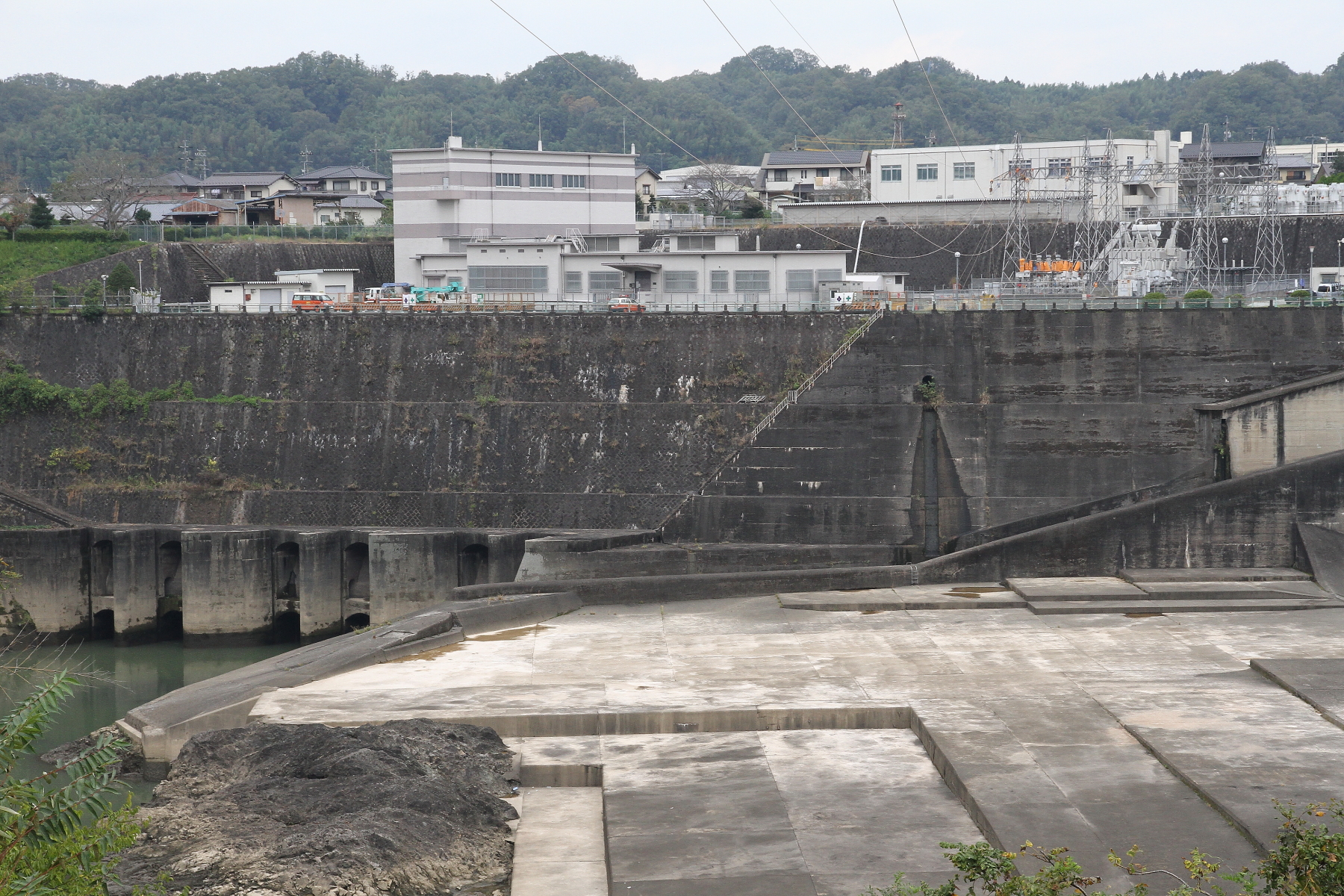
対岸から見た兼山発電所（2013年）

兼山ダム・兼山発電所は、大井ダム・大井発電所をはじめとする木曽川の水力発電所を建設した大正・昭和戦前期の大手電力会社大同電力によって構想された。
大同電力が兼山ダムの周辺にて水利権を取得したのは、前身木曽電気興業時代の1920年（大正9年）3月のことである。地点名は「錦津」「今渡」の2つで、当初は双方とも水路式発電所の計画であったが、複数回の計画見直しでダムを伴う「丸山」「兼山」「今渡」の3発電所へと再編。うち兼山地点については1938年（昭和13年）9月に発電出力3万7100キロワットとして変更許可を得た。翌1939年（昭和14年）4月1日、電力国家管理の担い手として国策電力会社日本発送電が発足し、出力5000キロワット超の新規水力発電設備を同社が引き受けることとなった。兼山発電所の建設計画も大同電力から日本発送電へと引き継がれ、同年5月1日建設所の開設とともに兼山ダム・発電所の工事が始まった。
事前の準備工事と地理的条件から工事は順調に進み、日中戦争の長期化に伴う資材・労力不足の影響や、度重なる洪水被害があったものの、ダムについては1941年（昭和16年）末にほとんど完成した。しかしながらダムゲートや取水口の制水門が、資材不足とメーカーの日立造船が造船事業で多忙であった関係で納入が遅れ、未完成のままであった。また三菱電機が製作中の水車発電機についても、主軸をアメリカ合衆国に発注していたが工作機械輸出禁止措置で輸入できなくなり、代替でドイツへ発注したがこれも独ソ戦開戦で届かなくなって、やむなく自社で製作する、という経緯があって1943年（昭和18年）2月まで納入がずれ込んだ。
1943年（昭和18年）3月、計画のダムゲート14門・取水ゲート6門のうちとりあえずダムゲート6門・取水ゲート2門を取り付け発電機1台を稼働、夏の渇水期において5600キロワットを臨時発電するという方針が固められた。未完成部分をコンクリートでかさ上げする仮堰堤工事とゲート設置工事は同年7月28日に完成。ダムの仮湛水と試運転を経て8月16日より兼山発電所は送電を開始した。10月17日には2台目の発電機も完成して出力は1万1200キロワットとなった。12月になりダムが竣工し、発電所出力は2万4800キロワットへ増強。3台目の発電機は他の発電所へ転用する議論もあったが1944年（昭和19年）3月1日に据付完了、4日に竣工検査が終了して兼山発電所は出力3万7100キロワットの水力発電所として全面的に竣工するに至った。

### 完成後の動き
太平洋戦争後、1951年（昭和26年）5月1日実施の電気事業再編成では、兼山発電所はほかの木曽川の発電所とともに供給区域外ながら関西電力へと継承された。日本発送電設備の帰属先を発生電力の主消費地によって決定するという「潮流主義」の原則に基づき、木曽川筋の発電所が関西電力所管となったことによる。
建設当初は使用水量最大200立方メートル毎秒・有効落差22.17メートルにて出力3万7,100キロワットで運転されていたが、1963年（昭和38年）8月13日付で有効落差23.16メートル・出力3万9,000キロワットに変更された。以後発電所出力に変化はない。

## 愛知用水との関係
兼山ダムは発電専用ダムであるが、ダム湖の左岸に、水資源機構（旧・愛知用水公団）によって愛知用水の「兼山取水口」が設置されており（北緯35度27分58.3秒 東経137度6分23.1秒 / 北緯35.466194度 東経137.106417度）、水源ダムの牧尾ダム・味噌川ダム・阿木川ダムから供給された水を取り入れている。ここを起点として、知多半島の最南端（愛知県知多郡南知多町）へ至る延長112.2キロメートルの愛知用水幹線水路が伸びる。
用水建設にあたり、兼山上流で取水する案のほかにも下流今渡ダムの上流から揚水ポンプで取水する案、今渡ダム下流から自然取入れを行う案があったが、工事費と維持管理費の比較検討から兼山取水案に決定された。取水口は、兼山ダム調整池の水位変動が大きく取水量も季節変動が大きいため手動操作が難しいことから、取水口の入口部の下流約90メートルの地点に水位観測所を設け、ゲート開閉を自動制御するように設計されている。